# Czesław Mozil
Czesław Stefan Mozil (ur. 12 kwietnia 1979 w Zabrzu) – duńsko-polski piosenkarz, autor tekstów, kompozytor, muzyk, akordeonista, aktor dubbingowy i osobowość telewizyjna pochodzenia ukraińsko-polskiego.
Lider polsko-duńskiego zespołu Czesław Śpiewa. Współzałożyciel i były członek formacji Tesco Value. Tworzy muzykę z pogranicza folku, psycho-folku, rocka i punk rocka z elementami kabaretu, sam określa własną muzykę mianem „popu” lub „alternatywnego popu” z „podtekstem punkowym”.

## Rodzina i edukacja
Urodził się 12 kwietnia 1979 w Zabrzu. Ojciec pochodził z Ukrainy, a po zamieszkaniu w Polsce pracował jako księgowy w dziale księgowości RUCH-u i prowadził sklep z narzędziami remontowymi. Matka pochodzi ze Śląska i uczyła języka polskiego. Kiedy miał sześć lat, wyjechał z rodzicami i młodszą o pięć lat siostrą Ireną do Danii, gdzie rodzina przez około pół roku przebywała w obozie dla uchodźców w Jutlandii, następnie zamieszkała w Taastrup, a w 1992 wyprowadziła się do Brøndby Strand na przedmieściach Kopenhagi. Przed rozpoczęciem studiów muzycznych kupił mieszkanie w kopenhaskiej dzielnicy Nørrebro. Pomimo emigracji nie stracił kontaktu z Polską, do której sporadycznie przyjeżdżał w celach towarzyskich, a później również na koncerty z zespołem Tesco Value. Kilka tygodni po wydaniu Debiutu w 2008 zamieszkał w Polsce – najpierw w Krakowie, a półtora roku później w Warszawie.
Jako dziecko śpiewał w chórze w kościele Świętej Anny na wyspie Amager, w którym przez kilka lat występował w jasełkach. W dzieciństwie grał na pianinie i na akordeonie. Uczył się w liceum muzycznym Sankt Annæ w Kopenhadze. Wziął udział w corocznym szkolnym przedstawieniu SAG-Show. Jako nastolatek pracował m.in. jako roznosiciel gazet, bileter w kinie, pedagog w przedszkolu, sprzedawca w sklepie w cukierkami, był też pracownikiem restauracji McDonald’s, a w późniejszym okresie dorabiał m.in. jako pracownik na budowie i dozorca na osiedlu. Przez trzy lata był współwłaścicielem baru Kulkafeen w centrum Kopenhagi.
Jest absolwentem klasy akordeonu w Królewskim Duńskim Konserwatorium Muzycznym (Det Kongelige Danske Musikkonservatorium). Przez rok studiował polonistykę.

## Kariera muzyczna

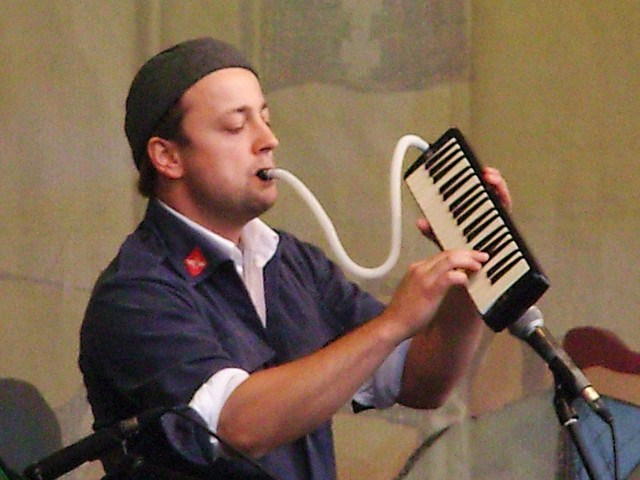
Mozil w Gdańsku (2006)

Jako nastolatek grał na akordeonie w zespole Brøndby Harmonika Klub, z którym uczestniczył w corocznym Jyderup Harmonika Festival i koncertował po domach starców. W 2000 wraz z przyjaciółmi założył zespół Tesco Value, którego nazwa pochodzi od przezwiska, jakim ochrzczono Mozila podczas wakacji na obozie młodzieżowym w Anglii. Z grupą nagrał dwa albumy studyjne: Tesco Value (2002; reedycja w 2008) i Songs for the Gatekeeper (2005) oraz wystąpił m.in. na scenie Camping Stage podczas festiwalu w Roskilde w 2002 i zagrał pierwszą trasę koncertową po Polsce. W 2004 zakończył działalność zespołu.

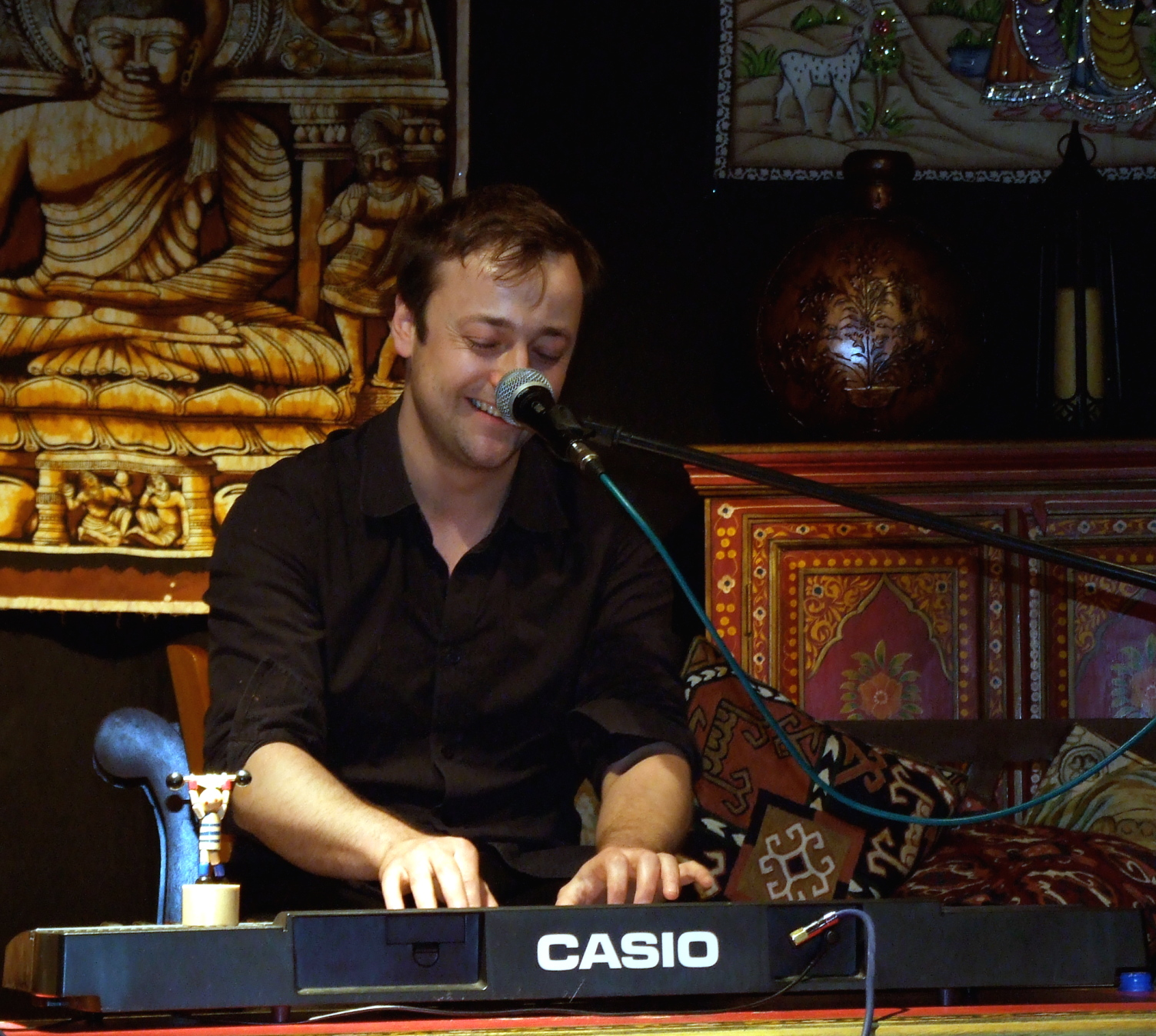
Mozil podczas występu promocyjnego we wrocławskim Empiku (2008)

Po ukończeniu studiów muzycznych dołączył jako muzyk i aktor do trupy teatralnej grającej spektakle dla dzieci, z którą odbył trasę objazdową po Danii, a także wystąpił w Syrii, Jordanii i Libanie. Koncertował również w Polsce. W 2007 wystąpił z zespołem Hey podczas realizacji koncertu z cyklu MTV Unplugged, a po premierze albumu koncertowego wyruszył z grupą w trasę po Polsce.
7 kwietnia 2008 wydał, nakładem wytwórni Mystic Production, debiutancki album zespołu Czesław Śpiewa pt. Debiut, który sześć tygodni po premierze uzyskał status złotej płyty, trzy miesiące później – platynowej (za sprzedaż w ponad 30 tys. nakładzie), a ostatecznie – podwójnej platynowej (za sprzedaż ponad 70 tys. egzemplarzy). Odbył także solową trasę koncertową po Polsce. 11 listopada 2008, tj. w 90. rocznicę odzyskania przez Polskę niepodległości, wystąpił na Listopadowej Nocy Kabaretowej w Łodzi. W tym samym miesiącu był nominowany do nagród Złote Dzioby w kategoriach: odkrycie roku i płyta roku (Debiut). W marcu 2009 wystąpił w telewizyjnym koncercie Solidarni z Białorusią na Placu Teatralnym w Warszawie, a w listopadzie tego samego roku brał udział w trasie koncertowej Trójka Tour. Poza tym z Debiutem zajął pierwsze miejsce w konkursie Top w ramach festiwalu TOPtrendy 2009, a na gali rozdania Fryderyków odebrał statuetkę dla nowej twarzy fonografii oraz za piosenkę roku („Maszyna do ćwierkania”) i album roku – pop (Debiut roku).

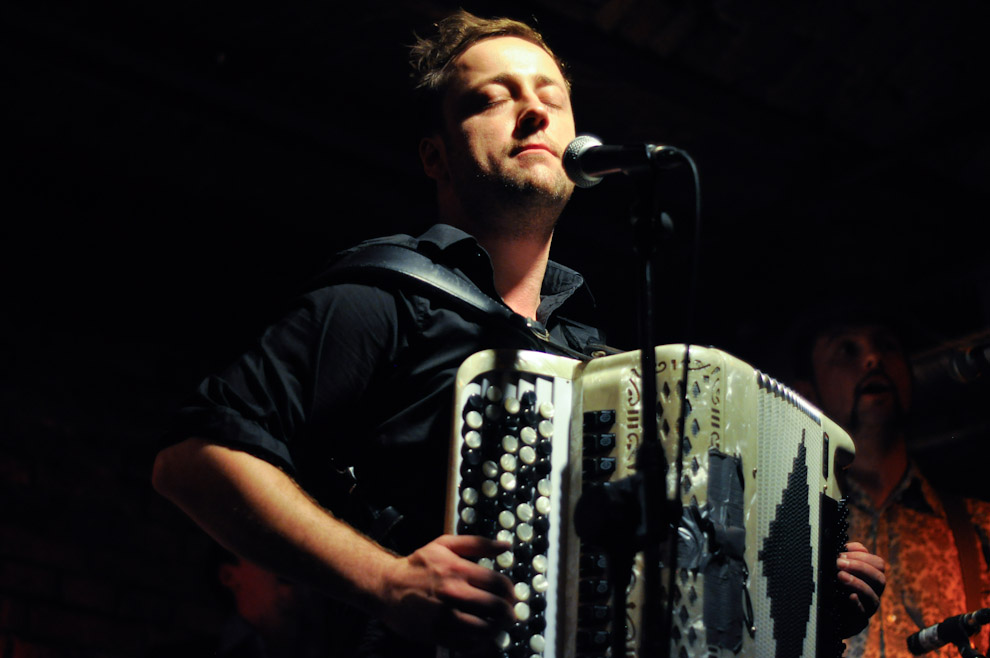
Mozil w klubie Alchemia (2010)

12 kwietnia 2010 wydał drugi album studyjny z zespołem Czesław Śpiewa pt. Pop, który osiągnął status złotej płyty. W 2011 otrzymał siedem nominacji do Fryderyków, m.in. za album roku z piosenką poetycką (Pop) oraz dla autora, kompozytora i wokalisty roku, jednak nie otrzymał żadnej nagrody. W międzyczasie pojawił się w piosence „Zapomniałam”, pochodzącej z płyty Wdowy pt. Superextra oraz zaśpiewał cover przeboju zespołu Metallica „Nothing Else Matters” na potrzeby tribute albumu Acid Drinkers pt. Fishdick Zwei – The Dick Is Rising Again.
W 2011 stworzył alter ego Sztefan Wons, pod którym wydał utwory: „Wszystko, co dobre, jest niedobre” w duecie z Janem Niezbendnym oraz „Zobacz, dziwko, co narobiłaś” z zespołem Bracia Figo Fagot z 7 listopada 2011 wydał trzeci album studyjny pt. Czesław Śpiewa Miłosza, na którym umieścił swoje piosenki nagrane do tekstów Czesława Miłosza. Po premierze płyty odbył kolejną trasę koncertową po Polsce. W 2012 wystąpił gościnnie w utworze „Lubię wypić” CeZika. Wiosną 2013 nagrał utwór „Wszędzie się kręci TVN”, który został skomponowany na potrzeby spotu ramówkowego TVN, a także wraz z Melą Koteluk nagrał piosenkę „Baczyński – Pieśń o szczęściu”, promującą film Baczyński. 9 października wydał swój pierwszy w karierze album koncertowy pt. Grać nie srać, który był zapisem występów Mozila i jego zespołu podczas ogólnopolskiej trasy koncertowej.
6 października 2014 zaprezentował czwarty album studyjny pt. Księga Emigrantów. Tom I, a promujący płytę singiel „Nienawidzę cię, Polsko” wywołał skandal obyczajowy w kraju. Po premierze teledysku do piosenki został pozwany przez przewodniczącego „Solidarności” o wypłatę odszkodowania za bezprawne wykorzystanie logotypu związku. W ramach promocji albumu zagrał trasę koncertową w Wielkiej Brytanii. W tym samym roku zagrał koncert w Ambasadzie Polski w Kopenhadze z okazji 20-lecia działalności Klubu Dyskusyjnego „Agora” oraz zagrał gościnnie z zespołem Acid Drinkers na Przystanku Woodstock w Kostrzynie nad Odrą. 3 marca 2017 wydał album pt. Czesław Śpiewa & Arte dei Suonatori. 3 sierpnia 2018 zagrał koncert z zespołem Na Górze podczas Pol’and’Rock Festival w Kostrzynie Nad Odrą, a 7 grudnia wydał album świąteczny pt. Kiedyś to były święta, który nagrał z zespołem Grajkowie Przyszłości. W 2016 nagrał partie akordeonową do utworu „W domu zabawek” z albumu Eweliny Lisowskiej pt. Ponad wszystko.

## Działalność pozamuzyczna

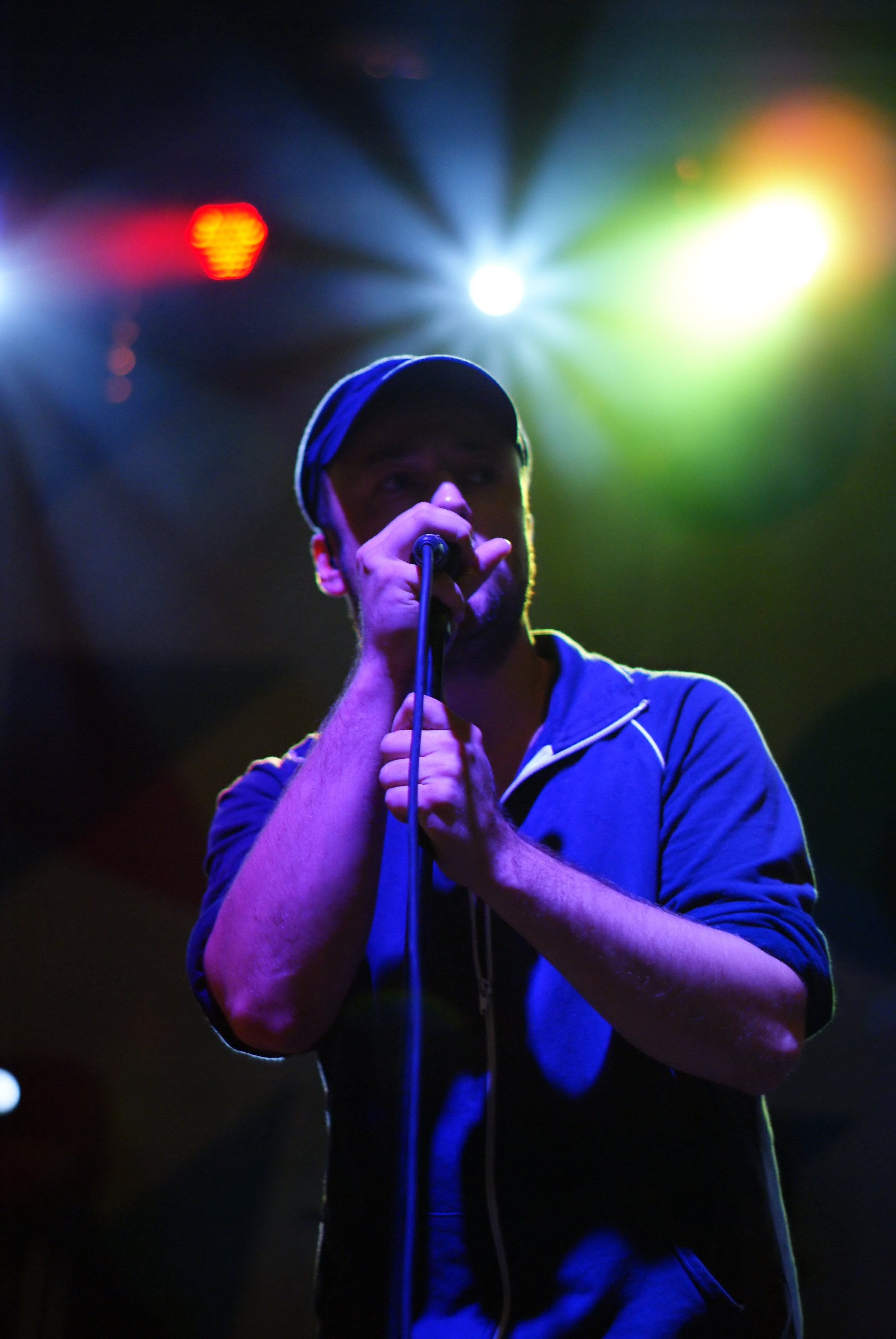
Mozil podczas koncertu w Łodzi (2010)

Był bohaterem pytania za milion złotych (Na jakim instrumencie gra Czesław Mozil?), które padło w 662. odcinku teleturnieju Milionerzy wyemitowanym 28 marca 2010; gracz Krzysztof Wójcik udzielił prawidłowej odpowiedzi, zostając pierwszym zwycięzcą polskiej wersji formatu.
Był jurorem w czterech edycjach programu TVN typu talent show X Factor (2011–2014) i w trzeciej edycji Lego Masters (2022).
Kilkukrotnie gościł w talk show Kuba Wojewódzki w TVN. Odrzucił propozycję udziału w programie rozrywkowym Gwiazdy tańczą na lodzie i dwukrotnie w programie rozrywkowym Dancing with the Stars. Taniec z gwiazdami.
Współprowadził z Kubą Wojewódzkim poranną audycję w Esce Rock Zwolnienie z WF-u (2012–2013) i prowadził program Radia Zet Bumerang Czesława (2015).
W 2015 wydał autobiografię pt. „Nie tak łatwo być Czesławem”, którą współtworzył z dziennikarzem Jarosławem Szubrychtem.
Użyczył głosu postaciom w polskich wersjach językowych filmów animowanych: bardowi w Romanie barbarzyńcy oraz bałwanowi Olafowi w filmie Kraina lodu i jego kontynuacjach. Zagrał tytułową rolę w filmie Szkoła uwodzenia Czesława M. (2016).
Jest współwłaścicielem dwóch restauracji: Pausa Włoska i BalBar, obu zlokalizowanych na warszawskiej Pradze.

## Życie prywatne
Przez rok był związany z kontrabasistką Marie Louise von Bülow, która gra w jego zespole Czesław Śpiewa. Miał także romans z Magdaleną Entell, kontrabasistką zespołu Tesco Value. 17 grudnia 2016 poślubił Dorotę Zielińską, z którą współtworzy marki odzieżowe: „Czesiociuch” oraz „Cześć i Sława by Mozil”.
W 2016 otrzymał Nagrodę Polonicus za „wyjątkowy wkład w szerzenie kultury polskiej w Europie oraz za radość „bycia Polakiem”, a także został wyróżniony nagrodą „Sojusznika roku” przez Kampanię Przeciw Homofobii.

## Publikacje
- Nie tak łatwo być Czesławem, Jarosław Szubrycht, Czesław Mozil, Wydawnictwo Otwarte 2015, ISBN 978-83-7515-377-4.

## Dyskografia

### Albumy
| Rok  | Album                                                                                          | Pozycja na liście | Sprzedaż       | Certyfikat                 |
| Rok  | Album                                                                                          | POL               | Sprzedaż       | Certyfikat                 |
| ---- | ---------------------------------------------------------------------------------------------- | ----------------- | -------------- | -------------------------- |
| 2008 | Debiut - Data: 7 kwietnia 2008 - Wydawca: Mystic Production                                    | 1                 | - POL: 60 000+ | - ZPAV: 2× platynowa płyta |
| 2010 | Pop - Data: 12 kwietnia 2010 - Wydawca: Mystic Production                                      | 2                 | - POL: 15 000+ | - ZPAV: złota płyta        |
| 2011 | Czesław Śpiewa Miłosza - Data: 7 listopada 2011 - Wydawca: Mystic Production                   | 9                 |                |                            |
| 2013 | Grać nie srać - Data: 9 października 2013 - Wydawca: Mystic Production                         | 17                |                |                            |
| 2014 | Księga Emigrantów. Tom I - Data: 6 października 2014 - Wydawca: Mystic Production              | 17                |                |                            |
| 2017 | Czesław Śpiewa & Arte dei Suonatori - Data: 3 marca 2017 - Wydawca: Mystic Production          | 13                |                |                            |
| 2018 | Kiedyś to były Święta (oraz Grajkowie Przyszłości) - Data: 7 grudnia 2018 - Wydawca: Step Hurt | 32                |                |                            |
| 2021 | #Ideologiamozila - Data: 26 listopada 2021 - Wydawca: Mystic Production                        | 19                |                |                            |

### Albumy wideo
| Rok  | Album                                                     | Sprzedaż       | Certyfikat                  |
| ---- | --------------------------------------------------------- | -------------- | --------------------------- |
| 2011 | Solo Act - Data: 9 maja 2011 - Wydawca: Mystic Production | - POL: 10 000+ | - ZPAV: platynowa płyta DVD |

### Notowane utwory
| 2008                        | „Maszynka do świerkania”                                       | 1  | 1  | 5 | –  | 2  | Debiut                                            |
| 2008                        | „Mieszko i Dobrawa jako początek Państwa Polskiego”            | 23 | –  | – | –  | –  | Debiut                                            |
| 2008                        | „Ucieczka z wesołego miasteczka”                               | 17 | 3  | – | –  | 20 | Debiut                                            |
| 2010                        | „W sam raz”                                                    | 7  | 1  | – | 10 | –  | Pop                                               |
| 2010                        | „O tych w Krakowie”                                            | 6  | 2  | – | –  | –  | Pop                                               |
| 2011                        | „Na cześć księdza Baki” (Stanisław Sojka; gośc. Czesław Mozil) | 17 | 14 | – | –  | –  | Stanisław Soyka śpiewa 7 wierszy Czesława Miłosza |
| 2013                        | „Baczyński – Pieśń o szczęściu” (oraz Mela Koteluk)            | 6  | –  | – | –  | –  | Baczyński (ścieżka dźwiękowa)                     |
| „–” utwór nie był notowany. |                                                                |    |    |   |    |    |                                                   |

### Inne
| Album                                                      | Rok  | Uwagi                                                                           | Źródło        |
| ---------------------------------------------------------- | ---- | ------------------------------------------------------------------------------- | ------------- |
| Hey – MTV Unplugged                                        | 2007 | gościnnie w utworze „Mimo wszystko”                                             | [ 84 ]        |
| Gaba Kulka – Hat, Rabbit                                   | 2009 | gościnnie w utworze „Aaa...”                                                    | [ 85 ]        |
| Hurt – Wakacje i prezenty                                  | 2009 | gościnnie w utworze „Czesław Śpiewa serki dietetyczne”                          | [ 86 ]        |
| Wdowa – Superextra                                         | 2010 | gościnnie w utworze „Zapomniałam”                                               | [ 87 ]        |
| Acid Drinkers – Fishdick Zwei – The Dick Is Rising Again   | 2010 | gościnnie w utworze „Nothing Else Matters”                                      | [ 88 ]        |
| Let Me Introduce You to the End – A Voice from the Moutain | 2011 | gościnnie w utworach „Burn Like the Sun”, „The Black Water”, „Soul 4", „Soul 5" | [ 89 ]        |
| Stanisław Sojka – 7 wierszy Miłosza                        | 2011 | gościnnie w utworze „Na cześć księdza Baki”                                     | [ 90 ]        |
| Pneuma – Apatia                                            | 2011 | b.d.                                                                            | [ 91 ]        |
| happysad – Zadyszka                                        | 2011 | gościnnie w utworze „Zanim pójdę”                                               | [ 92 ]        |
| Jan Niezbendny – The best of                               | 2011 | gościnnie w utworze „Wszystko co dobre jest niedobre” jako Sztefan Wons         | [ 93 ] [ 94 ] |
| Bracia Figo Fagot – Eleganckie chłopaki                    | 2012 | gościnnie w utworze „Zobacz dziwko co narobiłaś” jako Sztefan Wons              |               |
| L.U.C., Motion Trio – Nic się nie stało                    | 2013 | gościnnie w utworze „Przedmiot liryczny”                                        | [ 95 ]        |
| Baczyński (ścieżka dźwiękowa)                              | 2013 | Czesław Mozil, Mela Koteluk – „Baczyński – Pieśń o szczęściu”                   | [ 96 ]        |
| Makabunda – Dla pani wszystko                              | 2013 | gościnnie w utworze „Salem Alejkum” jako Sztefan Wons                           | [ 97 ]        |
| Kumka Olik – Yoko Eno                                      | 2014 | gościnnie w utworze „(Pożycz mi) Sto lat”                                       | [ 98 ]        |
| L.U.C – Przekrój                                           | 2014 | gościnnie w utworze „Dziękuję”                                                  | [ 99 ]        |
| Olaf Deriglasoff – XXX                                     | 2014 | gościnnie w utworze „Jesienna deprecha”                                         | [ 100 ]       |
| Zabrocki – 1+1=0                                           | 2015 | gościnnie w utworze „Szkoda Czasu”                                              | [ 101 ]       |
| Quebonafide – Egzotyka                                     | 2016 | gościnnie w utworze „Bollywood”                                                 | [ 102 ]       |
| Na Górze – Mieszanka wybuchowa                             | 2016 | gościnnie w utworze „Nic się nie klei”                                          | [ 103 ]       |
| Na górze – Mieszanka wybuchowa                             | 2016 | gościnnie w utworze „Jesteśmy po to”                                            | [ 104 ]       |
| Czesław Śpiewa live – +nowOsiecka                          | 2017 | „OSIECKA x 5”                                                                   | [ 105 ]       |
| Zuza Jabłońska – Psycho                                    | 2020 | gościnnie w utworze Tarapaty                                                    |               |
| Adi Nowak – Ognisko Niedomowe                              | 2021 | gościnnie w utworze Passe                                                       | [ 107 ]       |

## Teledyski
| Tytuł | Rok  | Reżyseria/Realizacja                                   | Album                                                           | Źródło  |
| --- | ---- | ------------------------------------------------------ | --------------------------------------------------------------- | ------- |
| „Maszynka do świerkania”                                                                                       | 2008 | Mads Nygaard Hemmingsen, Joanna Zofia Bard Mikolajczyk | Debiut                                                          | [ 108 ] |
| „Mieszko i Dobrawa jako początek Państwa Polskiego”                                                            | 2008 | Mads Nygaard Hemmingsen, Joanna Zofia Bard Mikolajczyk | Debiut                                                          | [ 109 ] |
| „Ucieczka z wesołego miasteczka”                                                                               | 2009 | Monika Kuczyniecka                                     | Debiut                                                          | [ 110 ] |
| „W sam raz” | 2010 | Mads Nygaard Hemmingsen                                | Pop                                                             | [ 111 ] |
| „Krucha blondynka”                                                                                             | 2010 | Mads Nygaard Hemmingsen                                | Pop                                                             | [ 112 ] |
| „Do Laury” (gościnnie: Aneta Todorczuk-Perchuć)                                                                | 2011 | Mads Nygaard Hemmingsen                                | Czesław Śpiewa Miłosza                                          | [ 113 ] |
| „Postój zimowy”                                                                                                | 2012 | Mads Nygaard Hemmingsen                                | Czesław Śpiewa Miłosza                                          | [ 114 ] |
| „Nienawidzę cię Polsko”                                                                                        | 2014 | Mads Nygaard Hemmingsen                                | Księga Emigrantów. Tom I                                        | [ 115 ] |
| Inne |      |                                                        |                                                                 |         |
| Stanisław Sojka – „Na cześć księdza Baki” (gościnnie: Czesław Mozil)                                           | 2011 | –                                                      | 7 wierszy Czesława Miłosza                                      | [ 116 ] |
| Wdowa – „Zapomniałam” (gościnnie: Czesław Mozil)                                                               | 2011 | Witold Michalak                                        | Superextra                                                      | [ 117 ] |
| Jan Niezbendny & Sztefan Wons – „Wszystko co dobre jest niedobre” (gościnnie: Czesław Mozil jako Sztefan Wons) | 2011 | –                                                      | The best of                                                     | [ 94 ]  |
| Bracia Figo Fagot – „Zobacz dziwko, co narobiłaś” (gościnnie: Czesław Mozil jako Sztefan Wons)                 | 2012 | –                                                      | Eleganckie chłopaki                                             | [ 41 ]  |
| Czesław Mozil, Mela Koteluk – „Baczyński – Pieśń o szczęściu”                                                  | 2013 | –                                                      | Baczyński (ścieżka dźwiękowa)                                   | [ 96 ]  |
| Makabunda, Sztefan Wons – „Salem Alejkum” (gościnnie: Czesław Mozil jako Sztefan Wons)                         | 2013 | Paweł Popko                                            | Dla pani wszystko                                               | [ 97 ]  |
| L.U.C – „Dziękuję” (gościnnie: Rahim, Buka, Vienio, Mesajah, Czesław Śpiewa)                                   | 2014 | Łukasz „L.U.C” Rostkowski, Kuba Annusewicz             | Przekrój                                                        | [ 118 ] |
| Quebonafide – „Bollywood” (gościnnie: Czesław Mozil)                                                           | 2016 | H D S C V M                                            | –                                                               | [ 119 ] |
| Święta według nas ft. Zuza Jabłońska                                                                           | 2018 | Miłosz Wośko                                           | „Czesław Mozil i Grajkowie Przyszłości – Kiedyś to były święta” | [ 120 ] |

## Filmografia
| Tytuł                                       | Rok  | Rola                                                                                    | Uwagi             | Źródło          |
| ------------------------------------------- | ---- | --------------------------------------------------------------------------------------- | ----------------- | --------------- |
| Roman barbarzyńca                           | 2012 | Wrzaskier                                                                               | rola dubbingowana | [ 121 ] [ 122 ] |
| Kraina lodu                                 | 2013 | Olaf                                                                                    | rola dubbingowana | [ 121 ] [ 122 ] |
| Sklep dla samobójców                        | 2013 | Zakochany                                                                               | rola dubbingowana | [ 121 ] [ 122 ] |
| Pod gradobiciem pytań                       | 2013 | Szesław                                                                                 | rola głosowa      | [ 121 ] [ 122 ] |
| Wkręceni                                    | 2014 | dresiarz                                                                                | film fabularny    | [ 121 ] [ 122 ] |
| Facet (nie)potrzebny od zaraz               | 2014 | Janek                                                                                   | film fabularny    | [ 121 ] [ 122 ] |
| Siedmiu krasnoludków ratuje Śpiącą Królewnę | 2014 | Śmieszek                                                                                | rola dubbingowana | [ 121 ] [ 122 ] |
| Polskie gówno                               | 2015 | Janek                                                                                   | rola dubbingowana | [ 123 ]         |
| Asteriks i Obeliks: Osiedle bogów           | 2015 | Kakofoniks                                                                              | rola dubbingowana | [ 124 ]         |
| Gorączka lodu                               | 2015 | Olaf                                                                                    | rola dubbingowana | [ 125 ]         |
| Jej Wysokość Zosia                          | 2016 | Olaf z Krainy lodu (w odc. 66 pt. „Sekretna Biblioteka: Olaf i opowieść o Pannie Oset”) | rola dubbingowana | [ 126 ]         |
| Szkoła uwodzenia Czesława M.                | 2016 | on sam                                                                                  | film fabularny    | [ 127 ] [ 128 ] |
| Po prostu przyjaźń                          | 2016 | on sam                                                                                  | film fabularny    | [ 127 ] [ 128 ] |
| Manu. Bądź sobą!                            | 2019 | Percival                                                                                | rola dubbingowana | [ 129 ]         |
| Kraina lodu 2                               | 2019 | Olaf                                                                                    | rola dubbingowana |                 |
| Olaf przedstawia                            | 2021 | Olaf                                                                                    | rola dubbingowana | [ 130 ]         |

## Nagrody i wyróżnienia
| Rok  | Kategoria                                 | Tytułem                  | Nagroda         | Uwagi     |
| ---- | ----------------------------------------- | ------------------------ | --------------- | --------- |
| 2008 | Nagroda publiczności                      | „Maszynka do świerkania” | Yach Film       | Laureat   |
| 2008 | Muzyka rozrywkowa                         | Debiut                   | Mateusze        | Nominacja |
| 2008 | Odkrycie roku                             | Czesław Śpiewa           | Złote Dzioby    | Nominacja |
| 2008 | Płyta roku                                | Debiut                   | Złote Dzioby    | Nominacja |
| 2008 | Najlepszy nieanglojęzyczny teledysk       | „Maszynka do świerkania” | Crave Fest      | Laureat   |
| 2008 | Solista roku – Polska                     | Czesław Śpiewa           | PAM Awards      | Laureat   |
| 2008 | Płyta folk/acoustic – Polska              | Debiut                   | PAM Awards      | Laureat   |
| 2008 | Debiut roku                               | Czesław Śpiewa           | PAM Awards      | Nominacja |
| 2009 | Album Roku POP                            | Debiut                   | Fryderyk        | Laureat   |
| 2009 | Nowa Twarz Fonografii                     | Czesław Śpiewa           | Fryderyk        | Laureat   |
| 2009 | Piosenka Roku                             | „Maszynka do świerkania” | Fryderyk        | Laureat   |
| 2009 | Grupa Roku                                | Czesław Śpiewa           | Fryderyk        | Nominacja |
| 2009 | Wokalista Roku                            | Czesław Mozil            | Fryderyk        | Nominacja |
| 2009 | Videoklip Roku                            | „Maszynka do świerkania” | Fryderyk        | Nominacja |
| 2009 | Najwięcej sprzedanych płyt, 2008          | Debiut                   | Top Trendy 2009 | Laureat   |
| 2009 | –                                         | Czesław Mozil            | Złoty Glan      | Laureat   |
| 2011 | Autor Roku                                | Czesław Mozil            | Fryderyk        | Nominacja |
| 2011 | Kompozytor roku                           | Czesław Mozil            | Fryderyk        | Nominacja |
| 2011 | Wokalista roku                            | Czesław Mozil            | Fryderyk        | Nominacja |
| 2011 | Grupa roku                                | Czesław Śpiewa           | Fryderyk        | Nominacja |
| 2011 | Album roku pop                            | Pop                      | Fryderyk        | Nominacja |
| 2011 | Produkcja muzyczna roku                   | Pop                      | Fryderyk        | Nominacja |
| 2011 | Najlepsza oprawa graficzna albumu         | Pop                      | Fryderyk        | Nominacja |
| 2012 | Album roku piosenka poetycka              | Czesław Śpiewa Miłosza   | Fryderyk        | Nominacja |
| 2012 | Najlepsza oprawa graficzna albumu         | Czesław Śpiewa Miłosza   | Fryderyk        | Nominacja |
| 2020 | Album roku muzyka dziecięca i młodzieżowa | Kiedyś to były Święta    | Fryderyk        | Laureat   |